# San Lorenzo (Nowy Meksyk)
San Lorenzo – jednostka osadnicza w Stanach Zjednoczonych, w stanie Nowy Meksyk, w hrabstwie Grant.